# غوس بودنار
غوس بودنار (بالفرنسية: Gus Bodnar)‏ (و. 1923 – 2005 م) هو لاعب هوكي الجليد كندي، مركز لعبه هو وسط ‏، توفي في أوشاوا، عن عمر يناهز 82 عاماً.

## جوائز
حصل على جوائز منها:
- الكأس التذكاري لكالدر [الإنجليزية]‏ (1944)[7][8]
- كأس ستانلي.

## روابط خارجية
- غوس بودنار على موقع دوري الهوكي الوطني (الإنجليزية)
- غوس بودنار على موقع EliteProspects.com (الإنجليزية)
- غوس بودنار على موقع HockeyDB.com (الإنجليزية)
- غوس بودنار على موقع Hockey-Reference.com (الإنجليزية)